# Didier Queloz

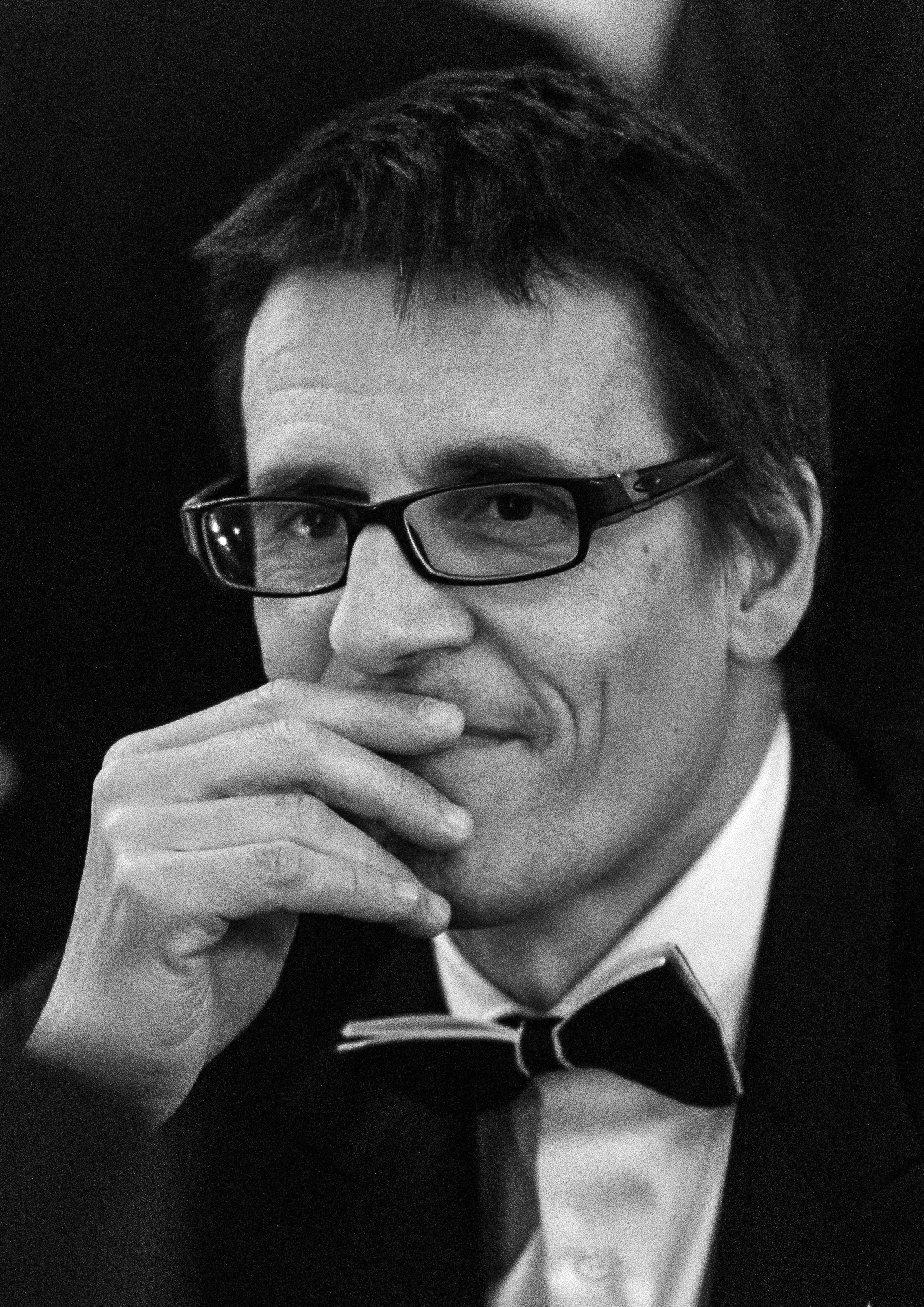
Didier Queloz, 2012

Didier Patrick Queloz (* 23. Februar 1966 in Genf) ist ein Schweizer Astronom. Gemeinsam mit Michel Mayor entdeckte er 1995 den ersten extrasolaren Planeten, der um einen sonnenähnlichen Stern kreist (51 Pegasi b), wofür beide 2019 den Nobelpreis für Physik erhielten.

## Leben
Didier Queloz schloss sein Physikstudium an der Universität Genf im Jahr 1990 mit einem Master ab und promovierte dort 1995 (Ph.D.) bei Michel Mayor in Astronomie. Er ist seit 2013 Professor für Physik am Cavendish-Laboratorium der Universität Cambridge und an der Universität Genf. Ab 2021 baut er an der ETH Zürich ein Zentrum auf, das die Entstehung des Lebens in all seinen Aspekten erforscht.
Er war im Jahr 1995 an der Entdeckung des ersten extrasolaren Planeten in einem Orbit um einen sonnenähnlichen Stern beteiligt – 51 Pegasi b.
Die Entdeckung des extrasolaren Planeten, gemeinsam mit Michel Mayor, beruht auf Messungen der Radialgeschwindigkeit nach dem Dopplereffekt, der erste gefundene Planet besass eine Umlaufgeschwindigkeit von 4,2 Tagen. Am 23. Juli 2015 gab Queloz bei der NASA die erste Entdeckung eines erdähnlichen Planeten, Kepler-452b, bekannt. Dieser wurde auch als „zweite Erde“ oder „älterer Cousin der Erde“ bezeichnet.
Seit 2013 zählte Thomson Reuters Queloz aufgrund der Zahl seiner Zitationen zu den Favoriten auf einen Nobelpreis (Thomson Reuters Citation Laureates). Er erhielt den Nobelpreis im Jahr 2019.

## Auszeichnungen und Ehrungen
- 1996: Balzers-Preis der Schweizerischen Physikalischen Gesellschaft[6]
- 1996: Internationale Astronomische Union (IAU), Ehrenmedaille
- 2009: Namensgeber für den Asteroiden (177415) Queloz[7]
- 2011: BBVA Foundation Frontiers of Knowledge Award
- 2017: Wolf Prize in Physik
- 2019: Nobelpreis für Physik
- 2020: Mitglied der Royal Society
- 2023: Mitglied der Päpstlichen Akademie der Wissenschaften